# شنا در بازی‌های آسیایی ۲۰۱۴
شنا در بازی‌های آسیایی ۲۰۱۴ برگزار شد در پارک مونهاک در اینچئونکره جنوبی برگزار شد. این بازی‌ها در ۲۱ تا ۲۶ ستامپر برگزار شد.

## Medal table
| رتبه  | کشور            | طلا | نقره | برنز | مجموع |
| 1     | چین (CHN)       | ۲۲  | ۱۲   | ۱۱   | ۴۵    |
| 2     | ژاپن (JPN)      | ۱۲  | ۲۰   | ۱۳   | ۴۵    |
| 3     | قزاقستان (KAZ)  | ۳   | ۲    | ۰    | ۵     |
| 4     | سنگاپور (SIN)   | ۱   | ۲    | ۲    | ۵     |
| 5     | کره جنوبی (KOR) | ۰   | ۲    | ۶    | ۸     |
| 6     | هنگ کنگ (HKG)   | ۰   | ۰    | ۳    | ۳     |
| 7     | ویتنام (VIE)    | ۰   | ۰    | ۲    | ۲     |
| 8     | هند (IND)       | ۰   | ۰    | ۱    | ۱     |
| Total | Total           | 38  | 38   | 38   | 114   |

- - Record:
- کوزوکه هاژینو won 7 medals in swimming